# موت النطاف
موت النطاف (بالإنجليزية: Necrospermia)‏ هي حالة موت أو عدم حركة النطفة في المني.